# Anne-Marie Imafidon

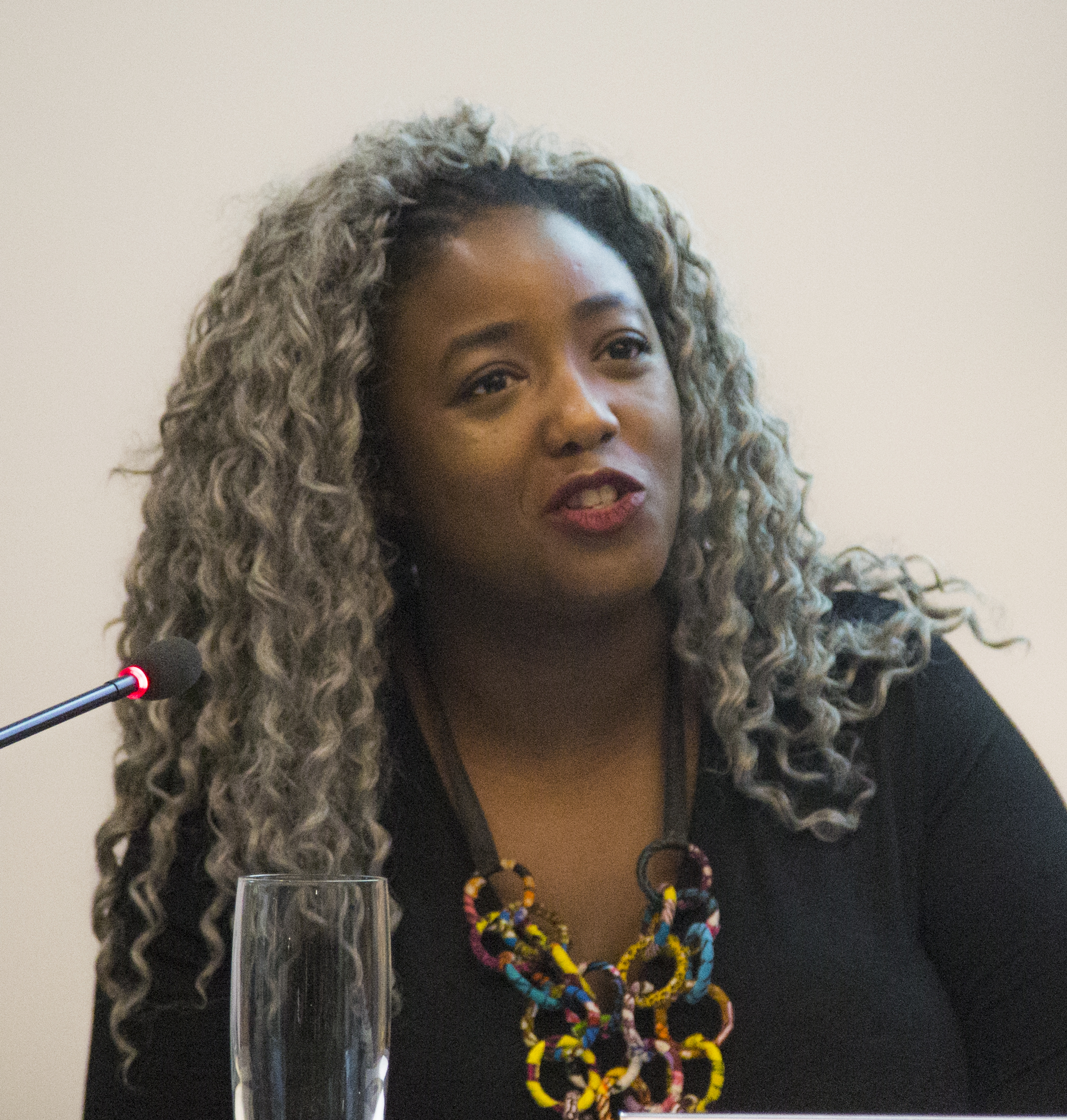
Anne-Marie Imafidon, 2018

Anne-Marie Osawemwenze Ore-Ofe Imafidon (* 24. Juni 1990 in Barking, London) ist eine britisch-nigerianische Informatikerin und Sozialunternehmerin. Imafidon gründete 2013 Stemettes, ein soziales Unternehmen zur Förderung von Frauen in MINT-Berufen, und wurde dessen CEO. Im Juni 2022 wurde sie zur neuen Präsidentin der British Science Association gewählt.

## Kindheit und Studium
Imafidon wuchs in London auf. Ihre Eltern waren aus dem nigerianischen Bundesstaat Edo nach London gezogen.
Sie galt als ein Wunderkind in den Fächern Informatik, Mathematik und Sprache und gehörte zu den jüngsten Menschen, die in der Grundschule zwei General Certificates of Secondary Education (GCSEs) in zwei verschiedenen Fächern bestanden. Sie ist die jüngste Frau, die mit 11 Jahren das A-Level im Fach Informatik bestanden hat.
Nachdem sie ein Stipendium für die Johns Hopkins University in Baltimore, Maryland, erhalten hatte, erwarb sie einen Master-Abschluss an der University of Oxford. Mit nur 20 Jahren war sie eine der jüngsten Absolventen der University of Oxford, die einen Master in Informatik erhielten.

## MINT-Aktivistin und Sozialunternehmerin
Nach ihrem Master-Abschluss arbeitete Imafidon für viele Unternehmen, darunter Goldman Sachs, Hewlett-Packard und die Deutsche Bank.
2013 gründete sie Stemettes, eine sozialen Initiative für die Förderung von Frauen in den MINT-Bereichen (englisch STEM). Sie ist die Geschäftsführerin von Stemettes. Imafidon hat auch die Stemettes-App für MINT-Ressourcen auf den Markt gebracht, die von Tausenden von High-School-Schülern genutzt wird. Hunderte von Stemettes-Veranstaltungen haben in ganz Europa stattgefunden. Bei diesen Veranstaltungen werden die Teenager von Mentoren aus Unternehmen wie Salesforce und der Deutschen Bank betreut.
Imafidon war auch Mitbegründerin von Outbox Incubator, einen Inkubator für Mädchen im Teenageralter und junge Frauen. Der Inkubator bietet Frauen bis 22 Jahren, die innovative Geschäfts- und Technologieideen haben, eine Startfinanzierung, intensive Betreuung und Unterstützung.

## Medienpräsenz
Imafidon moderiert den Women Tech Charge-Podcast für den Evening Standard, wo sie Interviews mit berühmten Persönlichkeiten aus der Technologie-Branche wie Jack Dorsey, Rachel Riley und Lewis Hamilton geführt hat. Sie ist außerdem Treuhänderin des Institute for the Future of Work, das Wege zur Verbesserung von Arbeit und Arbeitsleben erforscht und entwickelt. Imafidon arbeitet auch mit Organisationen wie der BBC und 20th Century Fox zusammen, um die Präsenz von Frauen in der Technik auf dem Bildschirm zu erhöhen.

## Auszeichnungen
Imafidon wurde bei den Neujahrsehrungen 2017 als Member of the Order of the British Empire (MBE) für ihre Verdienste um junge Frauen und den MINT-Bereich ausgezeichnet. Im selben Jahr wurde sie von der BBC als eine der 100 Women des Jahres 2017 ausgezeichnet.
Sie ist Ehrendoktorin der Open University, der Glasgow Caledonian University, der University of Kent, der University of Bristol und der Coventry University. Außerdem ist sie Gastprofessorin an der University of Sunderland und Mitglied im Rat von Research England sowie Honorary Fellow am Keble College in Oxford.